# Elizabeth Mitchell
Pour les personnes ayant le même patronyme, voir Mitchell.
Elizabeth Mitchell, née le 27 mars 1970 à Los Angeles en Californie, est une actrice américaine.

## Enfance et formation
Elizabeth Mitchell est l'aînée de ses deux sœurs, Kristie, née en 1978, et Kate, née en 1982. Ses parents sont avocats.
Adolescente, elle fait du théâtre pendant sept ans, au Dallas Theater Center (six ans), ainsi qu'au Encore Theater (une année) et joue dans plusieurs pièces. Elle sort diplômée de la Booker T. Washington High School et obtient une licence de théâtre au Stephen College de Columbia (Missouri).

## Carrière
Elle débute à la télévision en 1993 dans la série Dangerous Curves.
En 1998, elle se fait remarquer dans un duo lesbien avec Angelina Jolie dans Gia.
En 2000, elle incarne le rôle de Kim Legaspi, psychiatre au Cook County, dans la saison 7 de la série Urgences. C'est avec Kim Legaspi que Kerry Weaver se découvre lesbienne.
De 2006 à 2010, elle obtient le rôle principal de Juliet Burke dans la série Lost : Les Disparus. Elle commencera dès la saison 3, et elle sera reconduite dans son rôle dans la saison 4, 5 et 6.
De 2009 à 2011, elle apparait comme personnage féminin principal dans le remake de V, sous les traits d'Erica Evans, un agent du FBI.
De 2012 à 2014, elle joue le rôle de Rachel Matheson dans la série Revolution.
En 2016, elle joue l'un des deux personnages principaux dans American Nightmare 3 : Élections.

## Vie privée
Elle a été mariée à l'acteur et professeur d'art dramatique Chris Soldevilla, du 13 juin 2004 jusqu'en 2013. Ensemble, ils ont un fils, Christopher Jr, Soldevilla né le 4 septembre 2005,

## Filmographie

### Cinéma
- 1998 : Anatomie d'un top model (Gia) : Linda
- 1999 : Molly : Beverly Trehare
- 2000 : Fréquence interdite (Frequency) : Julia 'Jules' Sullivan
- 2000 : Nurse Betty : Chloe Jensen
- 2001 : Hollywood Palms : Blair
- 2001 : Double Bang : Dr Karen Winterman
- 2002 : Hyper Noël (The Santa Clause 2) : Carol Newman
- 2006 : La Peur au ventre (Running Scared) : Edele
- 2006 : Super Noël 3 : Méga Givré (The Santa Clause 3 : The Escape Clause) : Carol Newman / Mère Noël
- 2011 : Answers To Nothing : Kate
- 2016 : American Nightmare 3 : Élections (The Purge : Election Year): la sénatrice Charlie Roan
- 2020 : What we found : Captain Hilman
- 2024 : Le Son de l'Espoir - L'Histoire de Possum Trot : Susan Ramsey

### Télévision

#### Séries télévisées
- 1993 : Dangerous Curves : Bethanny Haines
- 1994 : Amoureusement vôtre (Loving) : Dinah Lee Mayberry / Alden McKenzie
- 1996 : L.A. Firefighters : Laura Malloy
- 1996 : The Sentinel : Wendy Hawthorne
- 1997 : JAG : Lieutenant Sandra Gilbert
- 1998 : Significant Others : Jane Chasen
- 1999 - 2000 : Sarah : Ashley Holloway
- 2000 - 2001 : Urgences (ER) : Dr Kim Legaspi
- 2002 : Spin City : Nancy Wheeler
- 2003 : New York, unité spéciale (Law & Order : Special Victims Unit) (saison 4, épisode 14) : Andrea Brown
- 2003 : The Lyon's Den : Ariel Saxon
- 2003 : Les Experts (CSI : Crime Scene Investigation) : Melissa Winters
- 2004 : Boston Justice : Christine Pauley
- 2004 : Dr House : Sœur Augustine (Saison 1 épisode 5)
- 2004 : Everwood : Sara Beck
- 2006 - 2010 : Lost : Les Disparus : Juliet Burke (rôle principal)
- 2009 : The Beast : Alice Allenby
- 2009 - 2011 : V : Erica Evans
- 2011 : Collegehumour Original : Rachel
- 2011 : New York, unité spéciale (saison 12, épisode 20) : June Frye
- 2012 - 2014 : Revolution : Rachel Matheson
- 2014 : Once Upon a Time : Ingrid, la reine des glaces
- 2015 : Gortimer Gibbon's Life on Normal Street : Melody Fuller
- 2015 : Crossing Lines : Carine Strand
- 2016 : Dead of Summer : Un été maudit (Dead of Summer) : Deb Carpenter
- 2018 : The Expanse : Anna Volovodov
- 2019 : Blindspot : Scarlett Myers
- 2020 : Good Doctor :(saison 4 épisode 11): Dannie
- 2021 : Outer Banks : Carla Limbrey
- 2022 : First Kill : Margot
- 2022 : Super Noël, la série : Carol Newman Calvin / la mère Noël

#### Téléfilms
- 1997 : Comfort, Texas :
- 1998 : Femme de rêve (Gia) : Linda
- 2000 : L'Histoire de Linda McCartney (The Linda McCartney Story) : Linda McCartney
- 2002 : Un papa d'enfer (Man and Boy) : Cyd Mason
- 2004 : Gramercy Park : Taylor Elliot Quinn
- 2004 : 3 : The Dale Earnhardt Story : Teresa Earnhardt
- 2006 : Haskett's Chance : Ann Haskett
- 2013 : Prosecuting Casey Anthony : Linda Drane Burdick
- 2013 : Le Noël où tout a changé (Kristin's Christmas Past) de Jim Fall : Barbara
- 2019 : Noël sous le signe du Destin (The Christmas club) de Jeff Beesley : Olivia Bennett

## Voix françaises
En France, Dominique Vallée et Rafaèle Moutier sont les voix régulières d'Elizabeth Mitchell, l'ayant doublée respectivement à sept et six reprises.
| - Dominique Vallée dans : - Lost : Les Disparus (série télévisée) - V (série télévisée) - New York, unité spéciale (série télévisée, 2e voix) - Revolution (série télévisée) - Le Noël où tout a changé (téléfilm) - Dead of Summer : Un été maudit (série télévisée) - Outer Banks (série télévisée) - Noël sous le signe du destin (téléfilm) - Rafaèle Moutier dans : - Boston Justice (série télévisée) - Once Upon a Time (série télévisée) - Crossing Lines (série télévisée) - American Nightmare 3 : Élections - First Kill (série télévisée) - Super Noël, la série (mini-série) - Olivia Dutron dans : - Spin City (série télévisée) - Urgences (série télévisée) - New York, unité spéciale (série télévisée, 1re voix) | - Ariane Deviègue dans : - Nurse Betty - The Lyon's Den (série télévisée) - Marie-Martine Bisson dans : - The Sentinel (série télévisée) - JAG (série télévisée) - Danièle Douet dans : - Hyper Noël - Everwood (série télévisée) Et aussi - Barbara Delsol dans Amoureusement vôtre (série télévisée) - Brigitte Aubry dans Femme de rêve - Christine Pâris dans Sarah (série télévisée) - Juliette Degenne dans Fréquence interdite - Marie-Laure Dougnac dans Dr House (série télévisée) - Françoise Vallon dans Les Experts (série télévisée) |

Au Québec
Note : La liste indique les titres québécois.
| - Isabelle Leyrolles dans : - Sur les Traces du Père Noël 2 (2002) - Sur les Traces du Père Noël 3 : La Clause Force Majeure (2006) - La Purge: L'année électorale (2016) | - Hélène Lasnier dans Fréquences (2000) - Nathalie Coupal dans Double Coup (2001) - Claudine Chatel dans Traqué (2006) |